# جین اشر
جین اشر (انگلیسی: Jane Asher؛ زادهٔ ۵ آوریل ۱۹۴۶) بازیگر اهل بریتانیا است. وی از سال ۱۹۵۲ میلادی تاکنون مشغول فعالیت بوده است.
از فیلم‌ها یا برنامه‌های تلویزیونی که وی در آن نقش داشته است، می‌توان به موفقیت بهترین انتقام است، الفی، تایرنت لو بلانک، مخمصه، هنری هشتم و من آن را یک سال می‌دهم اشاره کرد.

## زندگی شخصی
او با جرالد اسکارف که در سال ۱۹۷۱ با او آشنا شد ازدواج کرد. این زوج در سال ۱۹۸۱ ازدواج کردند و یک دختر و دو پسر دارند.